# Oh L’amour
Oh L’amour ist ein Lied des britischen Synthiepop-Duos Erasure aus dem Jahr 1986.

## Hintergrund
Das Lied wurde von den Erasure-Mitgliedern Vince Clarke und Andy Bell geschrieben. Inhaltlich beklagt der Protagonist unerwiderte Liebe. Es handelt sich um einen Uptempo-Synthpop-Dance-Titel. In den Clubs wurde er durch den „Funky Sisters Remix“ noch populärer. Dieser erschien etwa auf der UK-Maxisingle und als Bonustitel auf der US-Ausgabe von Erasures Debüt Wonderland (1986).

## Trivia
2024 verwendete Renault den Titel in einem Werbespot für den Clio V.

## Single
7″-Single (MUTE45)
1. "Oh L’amour"
2. "March on Down the Line"

12″-Single (12MUTE45)
1. "Oh L’amour" (12″ Mix)
2. "March on Down the Line" (12″ Mix)
3. "Gimme! Gimme! Gimme! (A Man After Midnight)"

Limited 12″-Single (L12MUTE45)
1. "Oh L’amour" (PWL Funky Sisters Say 'Ooh La La')
2. "Gimme! Gimme! Gimme!" (Remix)
3. "March on Down the Line" (Remix)

- 12″-US-Single (Sire 20488-0)

1. "Oh L’amour" (The Funky Sisters Remix) – 7:12
2. "Gimme! Gimme! Gimme!" (12″ Mix) – 4:48
3. "March on Down the Line" – 6:04

- CD-Single (CDMUTE45)

1. "Oh L’amour" – 3:10
2. "March on Down the Line" – 3:45
3. "Oh L’amour" (Re-mix) – 5:58
4. "March on Down the Line" (Remix) – 6:05
5. "Gimme! Gimme! Gimme! (A Man After Midnight)" – 3:55

## Rezeption

### Rezensionen
Ned Raggett von AllMusic schrieb: "A lovely a cappella opening and instantly catchy hook, not to mention sprightly performances from Clarke and Bell both (the latter wisely undersings rather than pushing the flamboyance, letting loose more on the chorus), ensured its classic status." Er nannte den Song auch "brilliant", den "soothing jump" des Songs lobend. Everett True von Melody Maker schrieb: "it takes some kind of fool genius to create fast songs of the scope and emotional rush" of the "dramatic" "Oh L'amour". Chris Gerard von Metro Weekly nannte "Oh L'amour" "the first truly great Erasure single" und "an infectious dance/pop classic". Darren Lee von The Quietus bemerkte die "effete hormonal cravings" des Songs und lobte ihn als eine von "the most gloriously effervescent pop anthems ever recorded".

### Chartplatzierungen
Oh L’amour stieg am 15. Dezember 1986 auf Rang 33 der deutschen Singlecharts ein und erreichte seine Höchstplatzierung mit Rang 16 am 12. Januar 1987. Die Single platzierte sich zunächst 14 Wochen am Stück in den Charts und schaffte es im Jahr 2003, nach der Veröffentlichung eines Remixes nochmals drei Wochen in die Top 100. In den britischen Charts erreichte Oh L’amour zum Veröffentlichungszeitpunkt lediglich mit Rang 85 seine beste Chartnotierung im Mai 1986. In Europa war die Single somit vor allem in Deutschland und Frankreich (Platz 14) erfolgreich, in Südafrika (Platz 2) und Singapur (Platz 3) kam Erasure sogar erstmals in die Top Ten.
Seine letztlich beste Platzierung in Großbritannien erreichte die Single im Oktober 2003 mit Rang 13. Die Single platzierte sich mit Unterbrechungen sieben Wochen in den Charts, letztmals am 2. November 2003.
| ChartsChartplatzierungen     | Höchstplatzierung | Wochen |
| ---------------------------- | ----------------- | ------ |
| Deutschland (GfK)            | 16 (17 Wo.)       | 17     |
| Vereinigtes Königreich (OCC) | 13 (7 Wo.)        | 7      |